# Elecciones a las Cortes de Aragón
Las elecciones a las Cortes de Aragón son las elecciones autonómicas en las que los ciudadanos de Aragón eligen a los miembros de las Cortes de Aragón. Estas elecciones se celebran el cuarto domingo de mayo cada cuatro años. Las Cortes de Aragón están formadas por sesenta y siete parlamentarios. Las últimas elecciones a las Cortes de Aragón se celebraron en 2023.

## Convocatoria
Las elecciones autonómicas son convocadas por el presidente de Aragón. Se celebran el cuarto domingo de mayo de cada cuatro años, coincidiendo con las elecciones municipales y las elecciones autonómicas de la mayoría de comunidades autónomas de España. Desde la reforma del Estatuto de autonomía de 2007, el presidente de Aragón puede disolver de forma anticipada las Cortes y convocar elecciones. No obstante, no puede disolver las Cortes de forma anticipada durante el primer año de legislatura, ni durante la tramitación de una moción de censura. Nunca se han adelantado las elecciones a las Cortes de Aragón.

## Sistema electoral

Diputados por circunscripción

El Estatuto de Autonomía de Aragón de 2007 establece que los miembros de las Cortes de Aragón son elegidos mediante  sufragio universal, igual, libre, directo y secreto. También establece que las Cortes deben estar compuestas por un mínimo de sesenta y cinco parlamentarios y un máximo de ochenta. La Ley Electoral de Aragón establece su composición en sesenta y siete diputados. Los parlamentarios se eligen mediante escrutinio proporcional plurinominal con listas cerradas.
Las circunscripciones electorales de las Cortes de Aragón se corresponden con las tres provincias de Aragón. A cada una de las tres provincias le corresponden un mínimo inicial de 13 diputados. Los diputados restantes se distribuyen entre las provincias en proporción a su población. Así, en las elecciones de 2015 a la circunscripción electoral de Zaragoza le correspondieron 35 diputados; a la de Huesca, 18; y a la de Teruel, 14. La asignación de escaños a las listas electorales se realiza mediante el sistema D'Hondt. La barrera electoral es del 3% de los votos válidos de la circunscripción.
Desde la reforma de la LOREG de 2007 en las elecciones autonómicas de todas las comunidades autónomas las candidaturas deben presentar listas electorales con una composición equilibrada de hombres y mujeres, de forma que cada sexo suponga al menos el 40% de la lista. Esta reforma fue recurrida por el Grupo Parlamentario Popular del Congreso de los Diputados ante el Tribunal Constitucional, que en 2008 concluyó que la reforma sí era constitucional.

## Elecciones
| - Partido Popular de Aragón - Partido de los Socialistas de Aragón - Vox | - Chunta Aragonesista - Teruel Existe - Podemos Aragón | - Partido Aragonés - Izquierda Unida de Aragón - Ciudadanos | - Centro Democrático y Social - Alianza Popular - Coalición Popular |

| 1 | 33 | 1 | 13 | 17 |

| 2 | 27 | 6 | 19 | 13 |

| 3 | 30 | 17 | 17 |

| 5 | 2 | 19 | 14 | 27 |

| 1 | 5 | 23 | 10 | 28 |

| 1 | 9 | 27 | 8 | 22 |

| 1 | 4 | 30 | 9 | 23 |

| 4 | 4 | 22 | 7 | 30 |

| 1 | 14 | 1 | 18 | 6 | 5 | 21 |

| 1 | 5 | 3 | 24 | 3 | 12 | 16 | 3 |

| 1 | 1 | 3 | 23 | 3 | 1 | 28 | 7 |